# Новопавловка (Башкортостан)
Новопа́вловка (баш. Яңы Павловка) — село в Зианчуринском районе Республики Башкортостан Российской Федерации. Входит в состав Исянгуловского сельсовета.

## География

### Географическое положение
Расстояние до:
- районного центра (Исянгулово): 2 км,
- центра сельсовета (Исянгулово): 2 км,
- ближайшей ж/д станции (Тюльган): 53 км.

## Население
| 1939 | 1959 | 1970 | 1979 | 1989 | 2002 | 2009 |
| ---- | ---- | ---- | ---- | ---- | ---- | ---- |
| 156  | ↗170 | ↗215 | ↗266 | ↗309 | ↗374 | ↗506 |
| 2010 |      |      |      |      |      |      |
| ↗649 |      |      |      |      |      |      |

Национальный состав
Согласно переписи 2002 года, преобладающие национальности — русские (49 %), башкиры (36 %).